# ペイル (アイルランド)

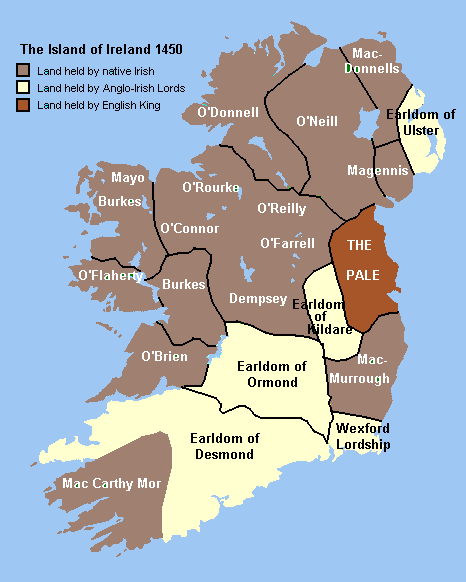
1450年頃のペイル（灰色）

ペイル（愛: An Pháil、英: The Pale）またはイングリッシュ・ペイル（愛: An Pháil Shasanach/An Ghalltacht、英: English Pale）は、中世後期にイングランドの直接支配下にあったアイルランド島の地域である。15世紀後半には、ダブリンの南にあるドーキーからダンドークの守備隊の町まで伸びる東海岸に沿った地域に縮小されていた。

## 歴史

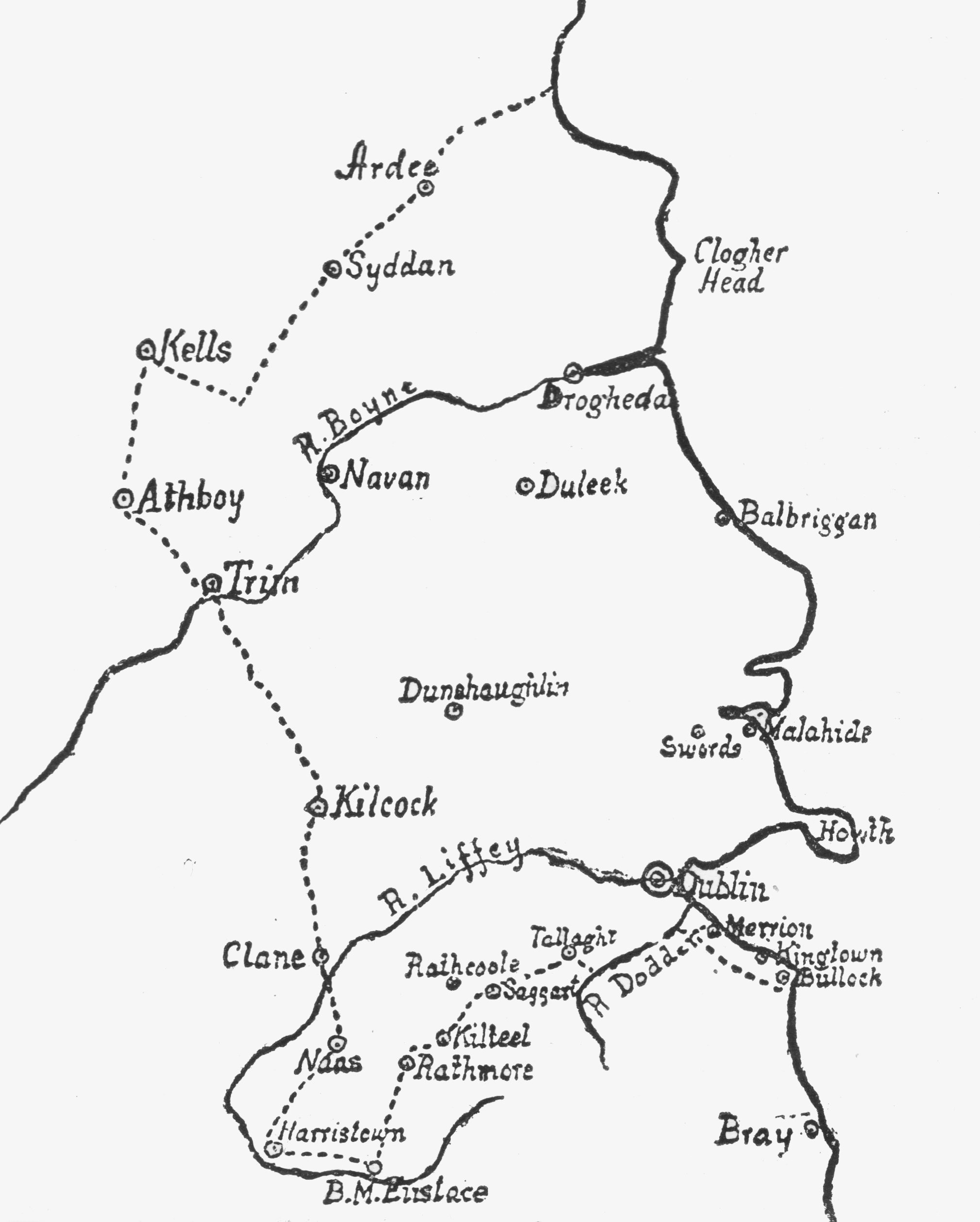
1488年の法令によるペイル

1169年から、ロバート・フィッツステファンの指揮の下、イングランドとウェールズのノルマン軍がウェックスフォード県のバノー湾に上陸した。ノルマン人はその後70年間にわたって島を征服しようとしたが、攻撃は1235年のコノートの占領にまで及んだ。侵略者は当初、島の約3分の2を支配していたが、14世紀から15世紀にかけて領土を失い、1495年には東側の4つの州の領土だけがイングランドの下に置かれるようになった。ペイルの国境はダンドークの南、ブラックロック付近から始まり、フェーン川に沿って内陸に伸びていた。アーディーまで達し、そこから海岸に向かい戻ると、ウィックロー県のブレイ付近まで達していた。
1430年にイングランド王ヘンリー6世は、各臣民に10ポンドの助成金を与え、少なくとも長さ29フィート（8.8メートル）、幅16フィート（4.9メートル）、高さ40フィート（12.2メートル）の大きさの城、要塞、または要塞化された塔を建設することを保証し、これらの地域におけるイングランドの存在感を強化した。要塞化された建物のひとつが、ターモンフェキンにあるタワーハウス（別名ターモンフェキン城）である。
14世紀から15世紀にかけて、ノルマン人の政治的・文化的な支配は、ダブリン、ウェックスフォード、アルスターの飛び地周辺の沿岸部に限られていた。島の残りの部分はほとんどの場合、地元の習慣を維持し、初期アイルランド法（ブレホン法）の法制度を守り、アイルランド語を話すアイルランド人によって支配された。さらに同時代の人々は、アングロ・ノルマンの貴族がしばしば地元の文化に早く適応し、アイルランド語を採用し、国民的な方法で子どもを育てたという事実に批判的だった。イングランドの支配は、保護措置が取られたような悲惨な状況にあった。ペイルの西の境界線は一部塹壕、フェンス、警備施設で要塞化されていた。1367年に制定されたキルケニー法では、ペイルでのアイルランド語の使用が罰せられる犯罪とされた上、アイルランド人を殺害しても犯罪とはみなされなくなった。1494年にはポイニングス法が制定され、1695年からは刑法が制定された。
15世紀末、ペイル族の行政機関は、堀に囲まれたドロヘダに置かれており、国境や襲撃からの保護の役割を果たしていた。「ペイル」という言葉は、1509年にイングランド王に即位し、1541年からアイルランド王にもなったヘンリー8世の治世まで使われていた。
「ペイル」という用語は他の国にも適用された。中で「Pale of Settlement（ユダヤ教徒居住区）」という用語は、ユダヤ人の居住が許されていたロシア帝国の西側の地域に使用された。